# Samuel Preiswerk
 (janvier 2024).
Si vous disposez d'ouvrages ou d'articles de référence ou si vous connaissez des sites web de qualité traitant du thème abordé ici, merci de compléter l'article en donnant les références utiles à sa vérifiabilité et en les liant à la section « Notes et références ».
Samuel Preiswerk, né le 19 septembre 1799 à Rümlingen et mort le 13 janvier 1871 à Bâle, est un théologien protestant, pasteur et psalmiste suisse.
Il est le grand-père maternel de Carl Jung.

## Biographie
Samuel Preiswerk est né le 19 septembre 1799 à Rümlingen, dans le canton de Bâle-Campagne. Il est originaire de Bâle. Son père, Alexander Preiswerk, est pasteur ; sa mère est née Anna Maria Buckhardt.
Il étudie à Bâle et Erlangen. Il trouve du travail comme vicaire en 1822 à Bienne-Benken.
Deux ans plus tard, il devient curé d'un orphelinat et en 1828 enseignant dans une maison Missionnaire chrétien. Durant cette période, il écrit quelques hymnes qui lui valent plus tard une reconnaissance internationale. En 1830, il devient curé à Muttenz. Il est démis de ses fonctions de pasteur après avoir refusé de diriger des prières en faveur de la révolution. En 1834, il devient professeur à l'École théologique de la Société évangélique de Genève.
Son ouvrage Sur la grammaire hébraïque est rédigé en français puis publié, il connaitra quatre éditions. 
Cherchant à maintenir ses liens avec les représentants d'Edward Irving, il perd son emploi en 1837. Il s'installe à Bâle en 1839 et y devient une personnalité importante. En 1840, il devient professeur d'hébreu et pasteur de l'église Saint-Léonhard. À partir de 1859, il est curé de la paroisse de Münster et préside le clergé réformé de Bâle en occupant le rôle d'antistes ou vicaire principal de l'église, fonction qui lui octroie également le rôle de directeur du système scolaire de la ville'. A Bâle, il publie le magazine Das Morgenland. En 1860, il reçoit un doctorat honorifique en théologie de l'Université de Bâle.
Il est le grand-père maternel du médecin psychiatre Carl Jung.
Il meurt le 13 janvier 1871 à Bâle, à l'âge de 71 ans.

## Précurseur du Sionisme Chrétien
Selon la biographe Deirdre Bair, Samuel Preiswek est considéré comme un précurseur du sionisme : 

« [I]l estimait que la Palestine devait être cédée aux Juifs pour devenir la patrie de la nation juive. À Bâle, cité réputée pour son opposition profonde à toutes les questions juives et pour son antisémitisme atavique, Preizwerk défia ouvertement le statu quo en se faisant le défenseur de cette idée impopulaire. Dans sa revue, Das Morgenland, il critiqua la communauté juive de Suisse pour son manque d'intérêt vis-à-vis du retour en Palestine, sans se soucier de la désapprobation de ses confrères Gentils. »

Henri Ellenberger estime pour sa part que « ce n'est pas un hasard, si le premier congrès sioniste se tient à Bâle en 1897 ». 
Theodor Herzl rendit hommage à la mémoire de l'antistes Samuel en le présentant comme un « précurseur du sionisme »[à vérifier][Pas dans la source].

## Œuvres
- Grammaire hébraïque précédé d'un précis historique sur la langue hébraïque
- Paradigmes du verbe parfait, des verbes imparfaits et des noms de la langue hébraïque, extraits de la grammaire hébraïque
- Die Sach ist dein, Herr Hesu Christ, 1829[7]
- Das ist der Gemeine Stärke, 1844[8]